# Boxeuropameisterschaften 1959
Die 13. Herren-Boxeuropameisterschaften der Amateure wurden vom 24. Mai bis 31. Mai 1959 im schweizerischen Luzern ausgetragen. Es nahmen 180 Kämpfer aus 25 Nationen teil.
Es wurden Medaillen in zehn Gewichtsklassen vergeben. Polen und die Sowjetunion errangen jeweils drei Titel, Deutschland zwei, Italien und Finnland jeweils einen.

## Ergebnisse
| Klasse            | Gold                             | Silber                     | Bronze                                                    |
| Fliegengewicht    | Manfred Homberg Deutschland      | Gyula Török Ungarn         | Adam McClean Irland Wladimir Stolnikow Sowjetunion        |
| Bantamgewicht     | Horst Rascher Deutschland        | Oleg Grigorjew Sowjetunion | Zygmunt Zawadzki Polen Miodrag Mitrović Jugoslawien       |
| Federgewicht      | Jerzy Adamski Polen              | Peter Goschka Deutschland  | André Juncker Frankreich Orhan Tuş Türkei                 |
| Leichtgewicht     | Olli Mäki Finnland               | Demitar Velinov Bulgarien  | Ferenc Kellner Ungarn Iosif Mihalic Rumänien              |
| Halbweltergewicht | Wladimir Jengibarjan Sowjetunion | Piero Brandi Italien       | Rupert König Österreich István Juhász Ungarn              |
| Weltergewicht     | Leszek Drogosz Polen             | Carmelo Bossi Italien      | Bruno Guse DDR Harry Perry Irland                         |
| Halbmittelgewicht | Nino Benvenuti Italien           | Henryk Dampc Polen         | Rolf Caroli DDR Dragoslav Jakovljević Jugoslawien         |
| Mittelgewicht     | Gennadi Schatkow Sowjetunion     | Tadeusz Walasek Polen      | Colm McCoy Irland Harry Scott England                     |
| Halbschwergewicht | Zbigniew Pietrzykowski Polen     | Gheorghe Negrea Rumänien   | Lev Senkin Sowjetunion Giulio Saraudi Italien             |
| Schwergewicht     | Andrei Abramow Sowjetunion       | Dave Thomas England        | Josef Němec Tschechoslowakei Wladysław Jędrzejewski Polen |

## Medaillenspiegel
| Rang | Land                            | Gold | Silber | Bronze | Gesamt |
| ---- | ------------------------------- | ---- | ------ | ------ | ------ |
| 01   | Polen                           | 3    | 2      | 2      | 7      |
| 02   | Sowjetunion                     | 3    | 1      | 2      | 6      |
| 03   | Deutschland                     | 2    | 1      | 0      | 3      |
| 04   | Italien                         | 1    | 2      | 1      | 4      |
| 05   | Finnland                        | 1    | 0      | 0      | 1      |
| 06   | Ungarn                          | 0    | 1      | 2      | 3      |
| 07   | Rumänien                        | 0    | 1      | 1      | 2      |
| 07   | England                         | 0    | 1      | 1      | 2      |
| 09   | Bulgarien                       | 0    | 1      | 0      | 1      |
| 010  | Irland                          | 0    | 0      | 3      | 3      |
| 011  | Deutsche Demokratische Republik | 0    | 0      | 2      | 2      |
| 011  | Jugoslawien                     | 0    | 0      | 2      | 2      |
| 013  | Österreich                      | 0    | 0      | 1      | 1      |
| 013  | Tschechoslowakei                | 0    | 0      | 1      | 1      |
| 013  | Frankreich                      | 0    | 0      | 1      | 1      |
| 013  | Türkei                          | 0    | 0      | 1      | 1      |
|      | Gesamt                          | 10   | 10     | 20     | 40     |